# Euphorbia eugeniae
Euphorbia eugeniae es una especie fanerógama perteneciente a la familia de las euforbiáceas.  Es originaria del  Cáucaso en la República de Abjasia.

## Taxonomía
Euphorbia eugeniae fue descrita por Yaroslav Projánov y publicado en Flora URSS 14: 735. 1949.
Etimología
Euphorbia: nombre genérico que deriva del médico griego del rey Juba II de Mauritania (52 a 50 a. C. - 23), Euphorbus, en su honor – o en alusión a su gran vientre –  ya que usaba médicamente Euphorbia resinifera. En 1753 Carlos Linneo asignó el nombre a todo el género.
eugeniae: epíteto otorgado en honor de la botánica y colectora de plantas rusa, Eugenia Georgievna Pobedimova (1898-1973).